# Mitteleinstiegswagen (Schweiz, Schmalspur)
Mitteleinstiegswagen sind Reisezugwagen, bei denen sich der Einstieg in der Mitte des Wagens befindet. Für Schweizer Schmalspurbahnen wurden solche Fahrzeuge hauptsächlich in der Zeit nach dem Zweiten Weltkrieg bis Mitte der 1960er Jahre gebaut. Hier nicht berücksichtigt sind Steuerwagen, deren Konstruktion sich an die zugehörigen Triebwagen anlehnt. Diese Abgrenzung ist aber nicht immer eindeutig.

## Holzkastenwagen
Die meisten Holzkastenwagen waren Zweiachser mit offenen Plattformen. Weiter existierte eine grosse Zahl von Vierachsern mit offenen Plattformen, einige wenige Vierachser mit geschlossenen Plattformen und gerade zwei Vierachser mit offenen Endplattformen und zusätzlich einer offenen Mittelplattform. Dies waren die beiden BC4 11 und 12 der Waldenburgerbahn von 1891. Der BC 11 wurde 1954 zum CF (später BF, später BD) 11 umgebaut. Dabei verlor er die offenen Plattformen am Wagenende und der offene Mitteleinstieg wurde mit Türen versehen.

## Leichtstahl- und Leichtmetallwagen

### SIG Vorkriegsbauarten

Aussichtswagen A^{4} 101 der SBB für die Brünigbahn

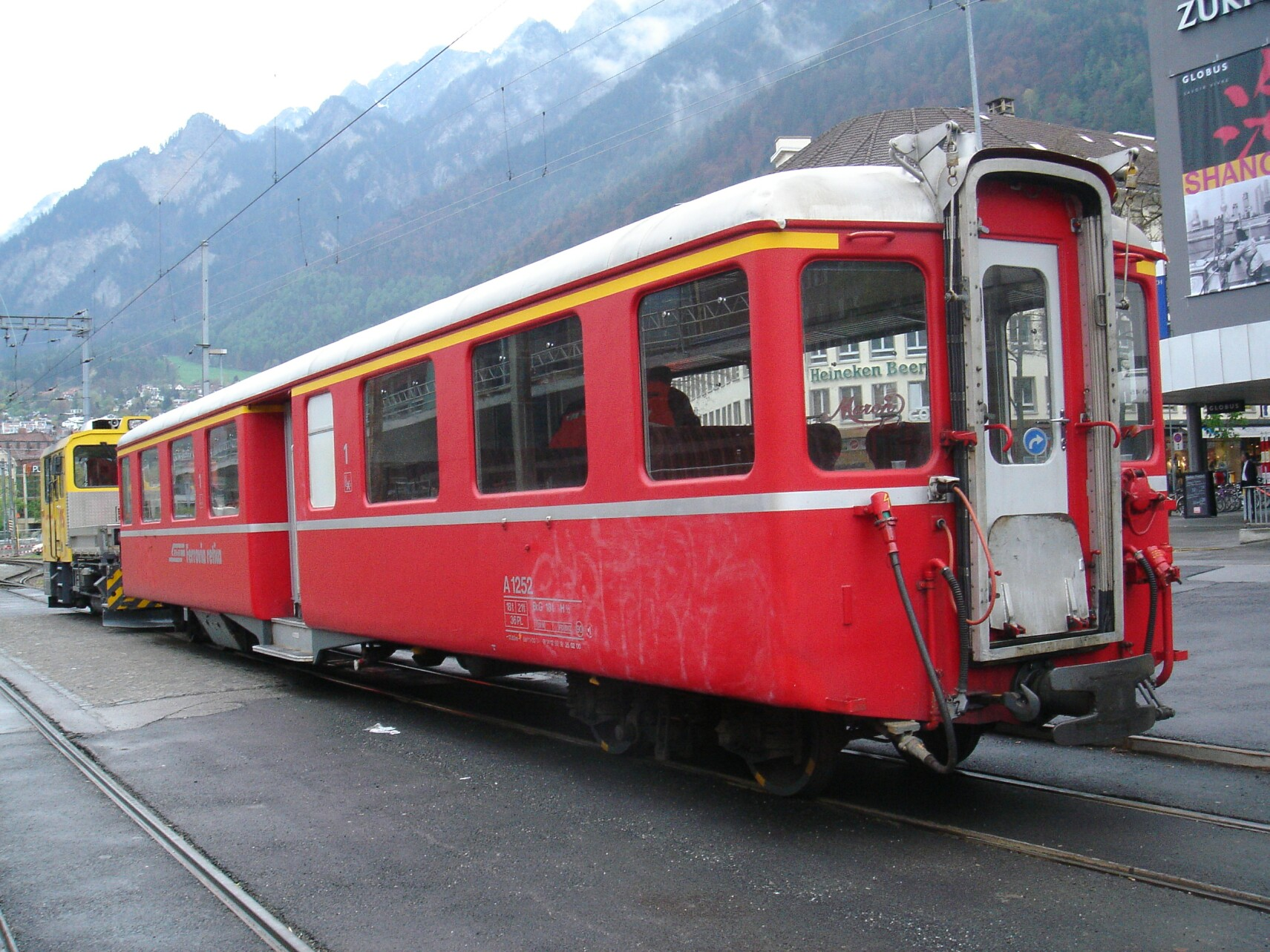
A 1252 am 28. April 2005 als Bereisungswagen auf dem Churer Bahnhofplatz

Kurz vor dem Zweiten Weltkrieg erschienen auf der Brünigbahn und der RhB Mitteleinstiegswagen.
Bei der SBB-Brünigbahn war es nur ein Wagen, der Aussichtswagen B4 bzw. A4 101. Er war an Längs- und Stirnseiten voll verglast und auch die Dachrundungen waren durchsichtig. Das Gewicht des Wagens sowie die gesamten Zug- und Druckkräfte musste deshalb das Untergestell aufnehmen, das mit einem fischbauchförmigen Doppelstahlträger verstärkt wurde. Die gerundeten Plexiglasscheiben wurden mit der Zeit gelblich und undurchsichtig, sodass die Stirnfronten und die Dachrundungen 1947 verblecht wurden. Der Wagen wird museal erhalten.
Die RhB erhielt 1939–1940 acht Wagen in Leichtstahlbauart, passend zu den vier neuen Triebwagen BCe 4/4 501–504 für den Fliegenden Rhätier. Geliefert wurden sechs Drittklasswagen C 2301–2306 und zwei Polsterklassewagen AB 251–252 (nach 1956 A 1251–1252). Diese Fahrzeuge waren die ersten roten Fahrzeuge der RhB. Eine Besonderheit stellten die Stirnwandfenster dar, die beim Einsatz am Zugschluss den Blick auf die Strecke freigaben. Der Sitzteiler in der dritten Wagenklasse (heute zweite Klasse) betrug 1500 mm. Der extreme Leichtbau forderte seinen Tribut, indem die Fahrzeuge nicht freizügig eingesetzt werden durften und häufig Opfer von Schadenfällen waren. Nach der Einverleibung der Chur-Arosa-Bahn in die RhB wurden diese leichten Wagen für den Einsatz auf dieser steigungsreichen Strecke angepasst. Mitte der sechziger Jahre wurden sie verstärkt und entsprechend schwerer, dafür freizügig einsetzbar. Sie erhielten neue SIG-Torsionsstabdrehgestelle. Im Jahre 2006 begann die Ausrangierung dieser Wagen, zwei sollen jedoch zusammen mit einem Triebwagen betriebsfähig erhalten werden.

### SIG-Leichtmetallwagen für die Brünigbahn

Personenwagen A4 181 der Brünigbahn

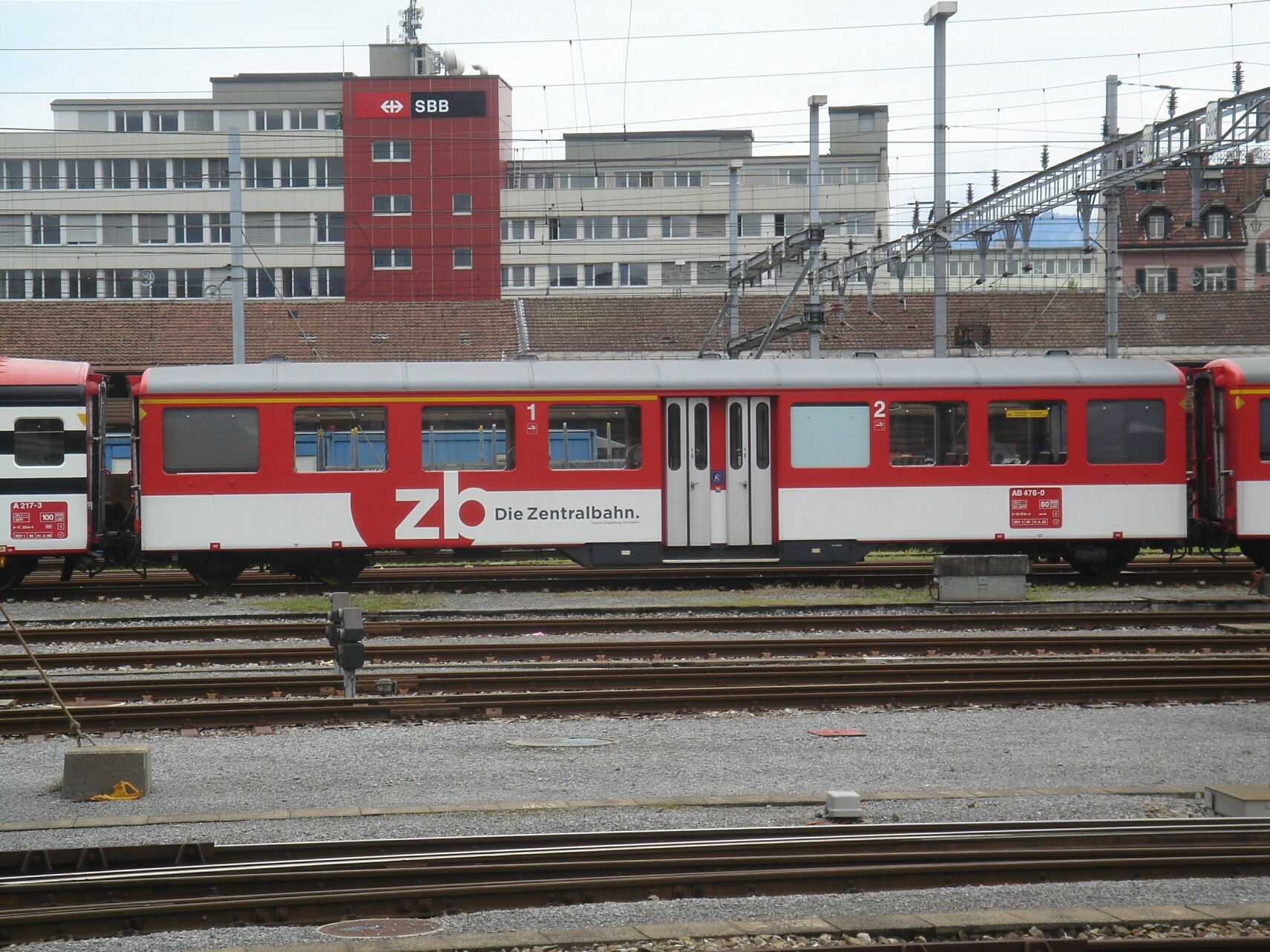
AB 476 am 26. September 2006 abgestellt in Luzern

Bereits 1945 begann dann bei der SBB-Brünigbahn die Ablieferung von 24 Leichtmetall-Mitteleinstiegswagen, dort Typ I genannt. Die von SIG Neuhausen gebauten Wagen der Typen B4ü 271–272 (später A4ü 111–112), BC4ü 471–474 und C4ü 841–858 waren genietet, da es noch keine brauchbare Aluminium-Schweisstechnik gab. 1949 folgten noch drei Wagen der Polsterklasse, AB4ü 181-183, die bei SWS Schlieren gebaut wurden. Die Wagen laufen auf SIG-Schelling-Drehgestellen. Sie haben je nach Klasseneinteilung eine unterschiedliche Fensterzahl aber eine einheitliche Länge über Zentralkupplung von 16,47 m. Das WC ist in Wagenmitte angeordnet und von der Einstiegsplattform aus zugänglich. Bei den Polsterklassewagen (B4ü und AB4ü) ist neben dem WC eine Plattform, bei der Holzklasse (BC4ü und C4ü) eine Vierersitzgruppe dritter Klasse (heute zweiter Klasse). Der Sitzteiler betrug 1500 mm in der 3., 1890 mm in der 2. und 2200 mm in der 1. Klasse. Die Stirnwandtüren befinden sich direkt im Personenabteil. Die Wagen haben automatische +GF+-Kupplungen, sind Druckluftgebremst und haben ein Bremszahnrad Typ Riggenbach. Das auf 13 bis 14 t reduzierte Gewicht, erlaubte es, pro Triebwagen Deh 4/6 vier statt drei Wagen über die Zahnstangenabschnitte zu befördern.
1954 wurden weitere 14 Wagen der Typen BC4ü 475–480 und C4ü 859–866 geliefert, die dank Fortschritten in der Festigkeitsberechnung um 1 t leichter ausfielen und deshalb als Typ II bezeichnet werden.
Vervollständigt wurde diese Bauart durch 13 Gepäckwagen F4ü bzw. D 1601–1613, die in den Jahren 1950 und 1968–1969 durch SIG und, bei der zweiten Lieferung, die eigene Werkstätte erbaut wurden. Die Berner Oberland-Bahnen beschafften 1971 ebenfalls fünf derartige Wagen D 531–535 von SIG. Schliesslich liess die PTT 1944 und 1968 je zwei Postwagen Z 65–66 und 67–68 nach denselben Konstruktionsprinzipien bauen.
Viele dieser Wagen wurden ab 1996 an andere Bahnen verkauft und von dort teilweise noch weiterverkauft, zwei davon nach Spanien (FGC). Die letzten bei der Zentralbahn (zu der die Brünigbahn heute gehört) verbliebenen Wagen wurden 2009 nach Argentinien verkauft, wo sie einen zweiten Zug für den „Tren a las Nubes“ bilden sollen.

### Verkürzter SIG-Leichtmetallwagen für die Brig-Visp-Zermatt-Bahn

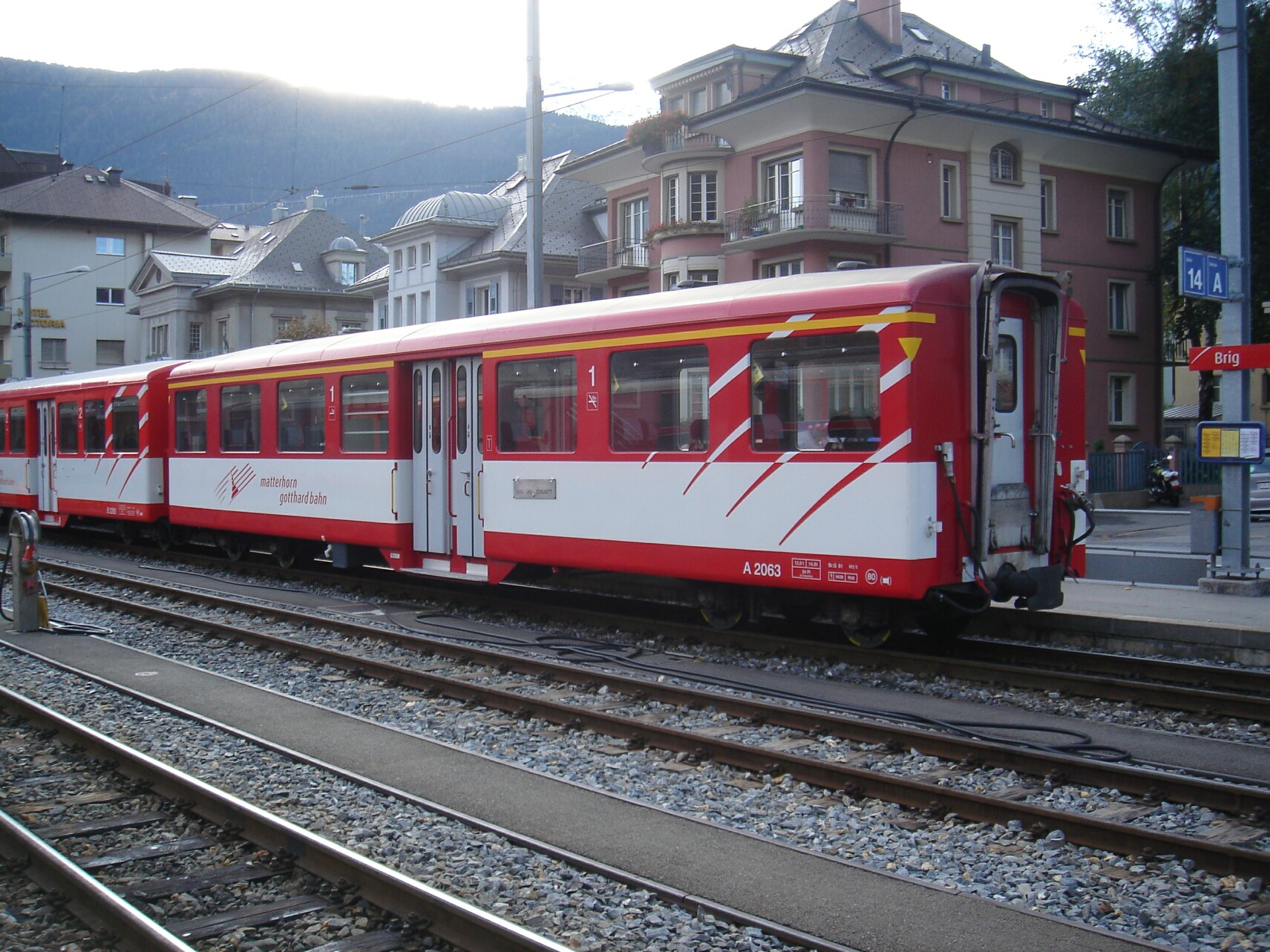
A 2063 und B 2265 am 20. Oktober 2005 abgestellt in Brig

In den Jahren 1955 bis 1963 erhielt auch die BVZ 26 Mitteleinstiegswagen von SIG, die aber gegenüber der Ausführung für die Brünigbahn verkürzt waren (hingegen war das Endabteil ein wenig länger). Zudem erhielten sie Mittelpuffer mit zwei Schraubenkupplungen, Vakuumbremse und ein Bremszahnrad des Typs Abt. Sie können auf dem gesamten Schmalspurnetz von Zermatt bis St. Moritz eingesetzt werden, mit Ausnahme der kurzen Strecke von Andermatt nach Göschenen (Schöllenenbahn). Die Wagen der Typen B 2261–2276 (anfänglich C4ü), AB 2161–2163 (anfänglich BC4ü) und A 2061–2067 haben alle die gleiche Fensterzahl, angepasst wurde dafür die Länge über Puffer, die 13,61 , 14,71 und 15,82 m beträgt. 2276 wurde durch einen Lawinenabgang in Zermatt am 16. Februar 1978, 2263 durch entlaufene Schotterwagen in Brig 1996 zerstört, die übrigen waren nach Modernisierung noch bis 2008 im Einsatz, danach begann die sukzessive Ausrangierung. Drei der besonders kurzen B-Wagen (2273–2275) wurden 1998/99 um zwei Abteile verlängert. Ihre neue Länge über Puffer beträgt 16.685 m. Zwei dieser Wagen kamen 2019 nach Núria, Spanien. Im 2009 übernahm die Dampfbahn Furka-Bergstrecke (DFB) den A 2066, der als letzter noch die alte Inneneinrichtung aufwies sowie den B 2262 (neu AB 4466 und B 4262).
Auch die BVZ vervollständigte ihren Wagenpark mit passenden Gepäckwagen, diese kamen in den Jahren 1955–68 von SWS und hatten SWS-Drehgestelle. Ausserdem wiesen sie ein Postabteil auf und verkehrten demzufolge als DZ 2351-2354. Beim DZ 2351 wurde 1979 das Postbüro ausgebaut, er verkehrte danach als D 2342.

### SWS-Leichtstahlwagen für die Rhätische Bahn

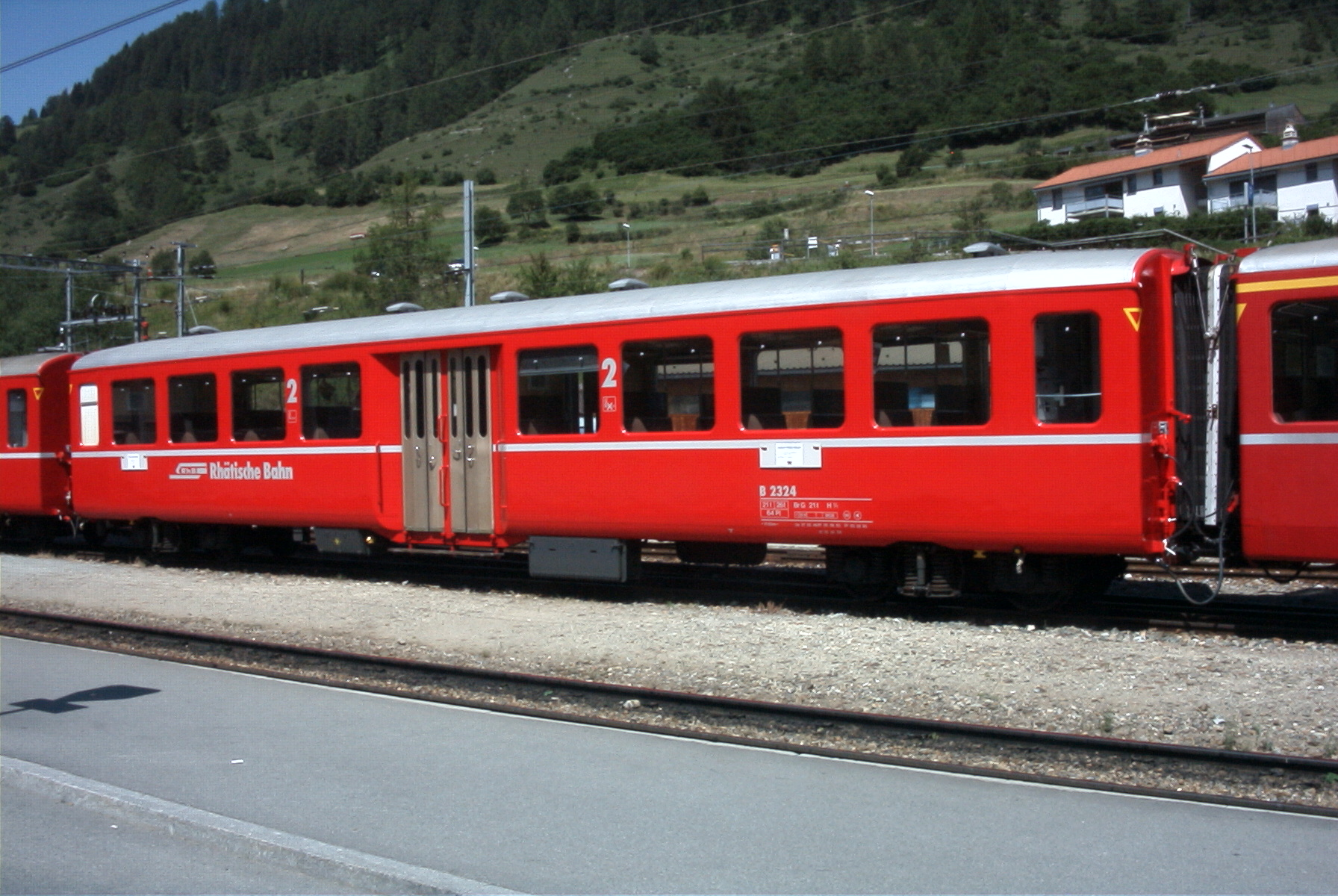
B 2324 am 17. Juli 2004 abgestellt in Scuol

1947–1949 lieferte die SWS Schlieren der RhB 20 Leichtstahlwagen C4ü 2321–2333, AB4ü 221–222 und F4ü 4204-4208, die wesentliche Konstruktionsmerkmale der normalspurigen Leichtstahlwagen aufnahmen, neben der leichten Kastenkostruktion die Drehfalttüren und das WC mit Vorraum am Wagenende, wodurch die Stirnwandtüren anders als bei der SIG-Konstruktion (siehe oben) nicht direkt ins Personenabteil führten. Anders als bei den Normalspurwagen wurden nicht zwei Doppeleinstiege (C4ü) bzw. zwei Einzeleinstiege (AB4ü) angeordnet, sondern nur je einer in Wagenmitte. Erst später wurden dann auch für die Normalspur Mitteleinstiegswagen gebaut. Weiter wurde der Sitzteiler von 1680 mm (Normalspur) auf 1500 mm reduziert. Dadurch waren bei einer Länge über Puffer von nur 17,63 m trotzdem 64 Sitzplätze dritter Klasse unterzubringen (gegenüber 72 des Normalspurwagens mit 22,7 m Länge). Die Polsterklassewagen waren mit 1900 bzw. 2115 mm langen Seitengangabteilen ausgestattet. Die Wagen wurden in einem grün/crème-Anstrich abgeliefert, der damals für das gesamte Rollmaterial neu eingeführt wurde. Die Drehgestelle vom Typ SWS befriedigten nicht vollständig und wurden bei den 15 Personenwagen von der RhB zwischen 1975 und 1983 mit Schraubenfeder-Sekundärfederung und Schlingerdämpfern ausgerüstet. Zwei Wagen wurden für den Einsatz in Pendelzügen mit Steuerleitung und aussenbündigen Türen ausgerüstet. Die Ausrangierung dieses Fahrzeugtyps begann im Jahre 2006.

### SWS-Leichtstahlwagen für andere Schmalspurbahnen

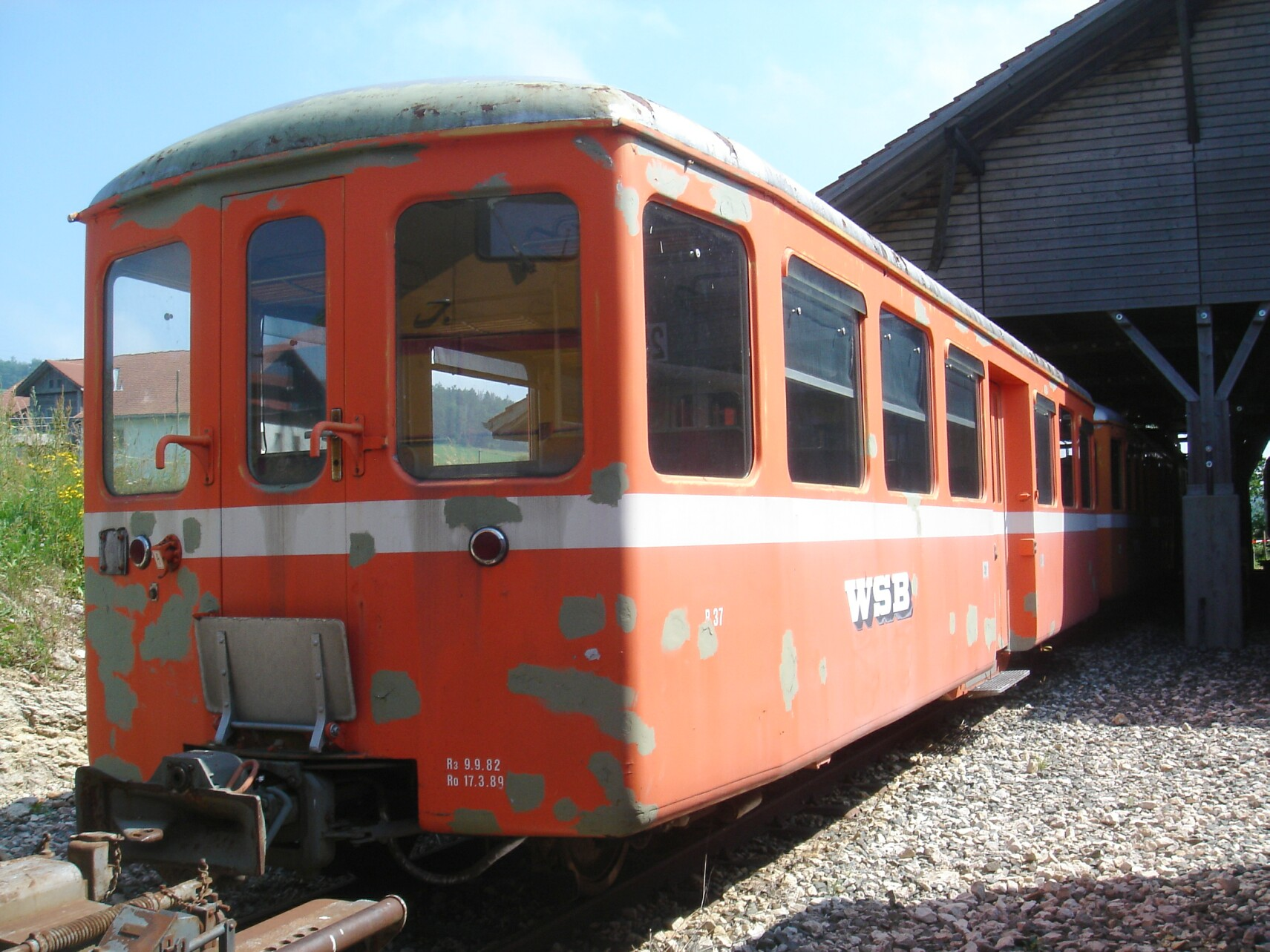
La Traction, ex WSB, B 37 abgestellt am 15. Juli 2006 in Pré-Petitjean.

Die SWS stellte auch einige wenige Wagen für andere Bahnen her, die ausser dem Mitteleinstieg, den SWS-Drehgestellen und der Leichtstahlkonstruktion wenig Gemeinsamkeiten haben:
- 5 B 15–19 für die Lausanne-Echallens-Bercher-Bahn (LEB) in den Jahren 1944 (17–18), 1946 (19), 1952 (16) und 1957 (15) haben Schiebetüren und 8 Abteile (64 Pl.). Die Länge über Kupplung beträgt 15,44 m. Die neueren beiden Wagen wurden 1964/68 mit fernbedienten Falttüren versehen.
- 6 B 33–38 für die Wynental- und Suhrentalbahn (WSB) von 1945 bis 1951 hatten von Anfang an Falttüren. Sie haben 3½ virtuelle Abteile auf jeder Seite des Einstiegs, wobei auf einer Seite die Sitze zu Gunsten einer vergrösserten Plattform weggelassen wurden. So resultieren 48 Sitzplätze bei einer Länge über Kupplung von 14,6 m. Die Stirnwände sind verglast. Drei Wagen wurden 1980–87 abgebrochen, drei Wagen gingen 1993 an La Traction auf dem Netz der Chemins de fer du Jura (CJ).
- 3 B 41-43 für die Bremgarten-Dietikon-Bahn (BD) von 1949 hatten bei einer Länge von 18,3 m 66 Sitzplätze und ein Abort. Die Sitze in den verjüngten Wagenenden waren für eine Person recht breit, aber zwei Personen fanden nicht Platz. Zum Einstieg hin gab es je ein halbes Abteil. Diese drei Wagen gingen 1969 an die Biel-Täuffelen-Ins-Bahn (BTI), wo sie mit gleicher Nummer weiterfuhren. Die ersten zwei wechselten 1978 zur Chemin de fer Nyon-Saint-Cergue-Morez (NStCM) und gingen wiederum als B 41-42 in Betrieb. 1990/91 erhielten sie noch die Steuerleitung zu den neuen Fahrzeugen und die Nummer 341–342. Der B 43 wechselte zu den damaligen Oberaargau-Jura-Bahnen (OJB) jetzt Aare Seeland mobil (ASm), dort wurde er nach einigen Jahren zum Buffetwagen umgebaut und auf der Strecke der Biel-Täuffelen-Ins-Bahn (BTI) bis zu seinem Abbruch im Jahre 2006 für Sonderfahrten eingesetzt.

All diese Fahrzeuge haben, wie die übrigen Fahrzeuge dieser Bahnen, Stirnwandtüren für dienstliche Zwecke, aber keinen Faltenbalg.

### SIG-Leichtstahlwagen für die Rhätische Bahn

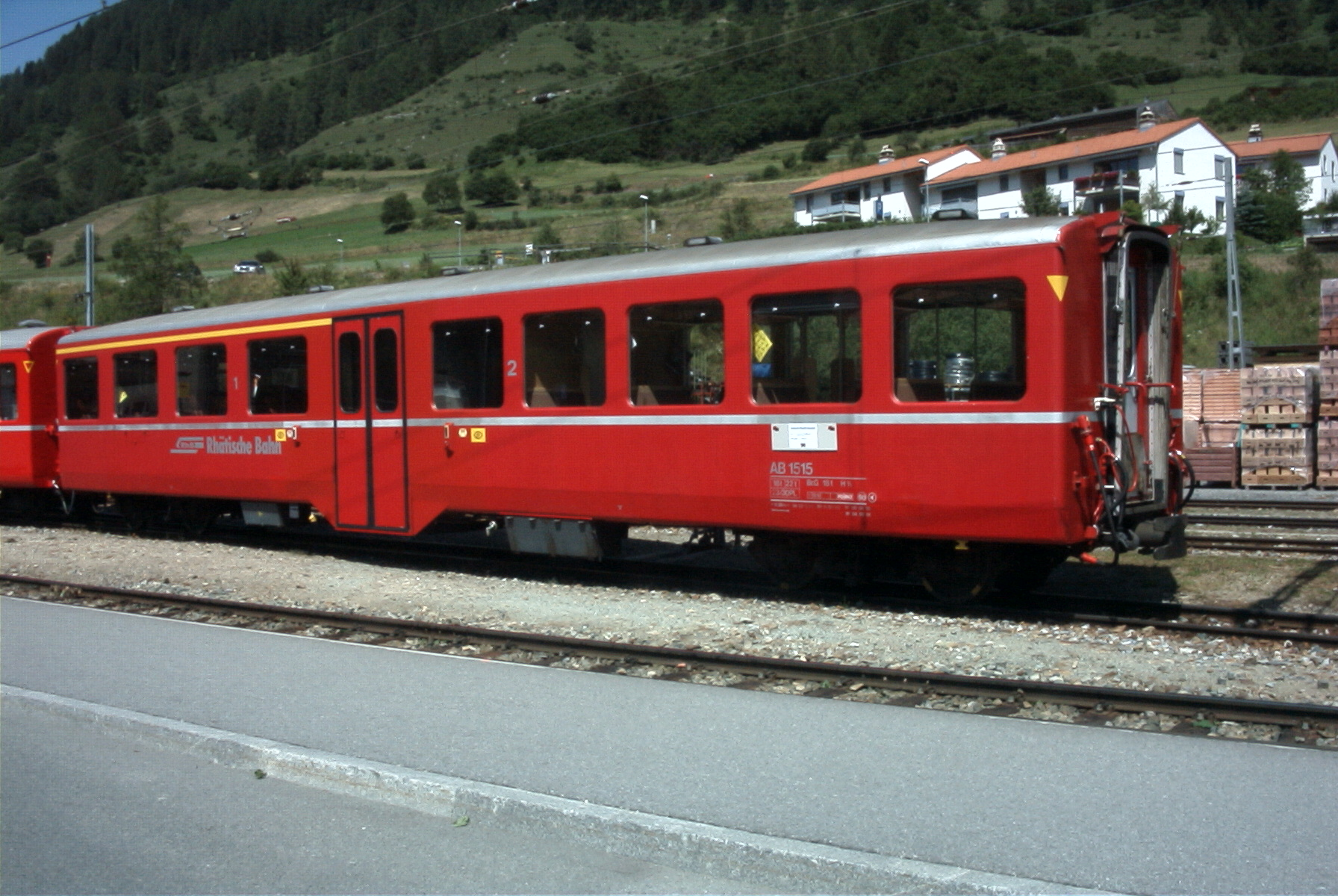
Zum Pendelzugwagen umgebauter AB 1515 am 17. Juli 2004 abgestellt in Scuol

1956–1957, kurz nach Abschaffung der dritten Klasse, erhielt die RhB noch einmal 13 Leichtstahlwagen, die AB4ü 1513-1518 und die B4ü 2334–2340. Diesmal kamen die Wagen von SIG Neuhausen und wiesen viele Gemeinsamkeiten mit den Leichtmetallwagen gleicher Provenienz auf: Flügeltüren, WC beim Mitteleinstieg, Stirnwandtüren direkt im Personenabteil, gleicher Sitzteiler. Die Wagen waren aber 18,26 m lang, liefen auf SIG-Torsionsstab-Drehgestellen (System Frei) und wiesen von Anfang an eine leichte Polsterung in der 2. Klasse auf. Je drei Wagen erhielten zusätzlich Gleichstromheizung für den Einsatz nach Arosa. Zwei Wagen (1517–1518) hatten eine Zeit lang ein Bremszahnrad für den Einsatz bis Brig. Die Wagen erfuhren verschiedene Umbauten zu Steuerwagen (BDt 1731), Pendelzugwagen, Velowagen und verkürzten Wagen (BD 2477–2478) für die Berninalinie. Dabei erhielten sie aussenbündige Schwenktüren. Bereits 2003 wurde aber der erste Wagen wegen Rostschäden ausrangiert.

## Niederflurwagen
Mit der jüngsten Entwicklung hin zu Niederflurwagen wurde auch der Mitteleinstieg wieder aktuell, da am Wagenende bzw. über den Drehgestellen ein ebenerdiger Einstieg nicht realisiert werden kann oder aber Hochperrons erfordern würde.